# Vanganello
Vanganello (in sloveno Vanganel) è una frazione di 571 abitanti del comune sloveno di Capodistria, situato in Istria settentrionale.
Sobborgo cittadino posto nella valle, sulla strada che porta da Capodistria a Babici. Vi si trova la chiesetta della Madonna della Salute sita a 100 m dal quadrivio ad est di Vanganello. La chiesetta ha una campana su un piccolo campanile a vela posto sulla facciata, è in buone condizioni e non ha alcuna iscrizione che riporti la data di costruzione.